# Conflit commercial au sujet des organismes génétiquement modifiés
 (janvier 2008).
Si vous disposez d'ouvrages ou d'articles de référence ou si vous connaissez des sites web de qualité traitant du thème abordé ici, merci de compléter l'article en donnant les références utiles à sa vérifiabilité et en les liant à la section « Notes et références ».
L’Union européenne et les États-Unis sont en profond désaccord au sujet de la réglementation européenne sur les organismes génétiquement modifiés (OGM). 
Bien que sans rapport avec les OGM, la série de crises alimentaires qui ont frappé l’Europe dans les années 1990 ont entraîné certaines conséquences : la sécurité alimentaire est devenue une source d’inquiétude pour les consommateurs, la confiance de la population envers les systèmes publics de surveillance de l’industrie alimentaire s’est effritée et certains consommateurs sont devenus sceptiques quant aux garanties de sécurité offertes par la « science ».
À la suite de cette série de crises, l’inquiétude envers les OGM s’est amplifiée et généralisée au sein de la population, qui s’interroge sur leurs éventuels risques pour l’environnement (en particulier la biodiversité) et pour la santé et la sécurité des consommateurs. 

## Histoire
En 1999, un moratoire de quatre ans a été instauré sur les nouvelles cultures génétiquement modifiées. À la fin de l’année 2002, les ministres de l’environnement des 15 pays de l’Union européenne d’alors se sont mis d’accord sur un nouveau mode de contrôle des OGM qui pourrait éventuellement permettre leur réintroduction sur le marché européen. En vertu de cet accord, de nouvelles règles d’étiquetage exigeront que les OGM portent une séquence spéciale d’ADN (un genre de code-barres) identifiant l’origine des cultures, afin que les autorités de contrôle puissent identifier plus facilement les cultures ou produits alimentaires contaminés, et donc retirer les produits de la chaîne alimentaire en cas de problèmes. Une série de séquences d’ADN supplémentaires contenant des informations encryptées sur l’entreprise ou les processus de fabrication du produit pourrait aussi être ajoutée afin de fournir davantage de données.
La Commission de l’environnement, de la santé publique et de la sécurité alimentaire du Parlement européen a adopté dans le courant de l’été 2002 une proposition de réglementation devant entrer en vigueur en 2003. Elle rendrait obligatoire l’étiquetage et la traçabilité de tous les aliments contenant ou dérivés des OGM, y compris ceux destinés aux animaux. Cette obligation de traçabilité des produits issus de la biotechnologie impliquerait de documenter toutes les étapes de production, des semences au produit fini.
En mai 2003, les États-Unis ont lancé une demande de consultation auprès de l'Organe de règlement des différends de l'Organisation mondiale du commerce (OMC) au sujet du moratoire de l’Union européenne sur les OGM impose aux importations de produits agricoles américains depuis 1999. À la suite de l'échec de la phase de conciliation, en août 2003, les États-Unis, le Canada et l'Argentine déposent un dossier pour constituer un panel auprès de l'Organe de règlement des différends,.  La requête porte sur le moratoire en lui-même  mais également sur les clauses de sauvegarde de 6 États membres (la France, l'Italie, l'Allemagne, l'Autriche, la Grèce et le Luxembourg) concernant 9 OGMs spécifiquement. 
Le 2 juillet 2003, le Parlement européen a approuvé deux projets de loi devant permettre la levée du controversé moratoire sur les aliments génétiquement modifiés. La première loi rendra obligatoire l’étiquetage des aliments contenant plus de 0,9 % d’OGM. Elle concerne tous les aliments, y compris ceux destinés aux animaux. Cependant, les animaux nourris avec des céréales transgéniques ne seront pas concernés par l’étiquetage. La seconde loi rendra obligatoire l’étiquetage de tous les aliments contenant des OGM non autorisés sur le marché européen à partir du seuil de 0,5 %. Ces OGM non autorisés pourront circuler pendant trois ans. Une fois ce délai écoulé, tous les aliments contenant des OGM non autorisés seront interdits. De plus, la traçabilité des produits OGM devra être totale, des semences au produit fini. Le moratoire devait en principe être levé à l’automne 2003. Cependant, le 8 décembre 2003 la Commission européenne a refusé d’accorder une autorisation pour un maïs sucré génétiquement modifié faisant l’objet d’une controverse.
Six pays se sont prononcés en faveur de ces lois avec 33 votes (Espagne, Royaume-Uni, Pays-Bas, Finlande, Suède, Irlande), trois se sont abstenus avec 25 votes (Allemagne, Belgique, Italie), et six pays se sont prononcés contre avec 29 votes (Danemark, Grèce, Luxembourg, Autriche, Portugal, France).
Produit par Syngenta, ce nouveau maïs sucré, le BT-11, a été modifié afin de produire son propre insecticide, mais est également résistant aux herbicides. L’autorisation a été refusée pour les raisons suivantes :
- Les nouvelles règles d’étiquetage et de traçabilité ne sont pas encore en vigueur ;
- La demande ne comprenait pas de procédure de surveillance des effets sur la santé une fois l’autorisation obtenue ;
- Certains aspects concernant les risques n’ont pas été complètement traités.

L’autorisation de mise sur le marché de ce maïs transgénique aurait de fait officialisé la levée du moratoire sur les nouveaux aliments OGM. La décision de lever le moratoire pourrait être prise au printemps 2004.
En septembre 2006, le panel de l'Organe de règlement des différends, après un avis imposant ayant près d'un millier de page et très en retard sur le calendrier, condamne le moratoire mise ne place par l'Union européenne, sans le sanctionner puisque le moratoire est levé, et condamne les interdictions/clauses de sauvegarde prises par 6 pays européens au sujet de 9 OGM,

## Marché des échanges agricoles entre les États-Unis et l’Europe
La valeur des échanges agricoles entre les États-Unis et l’Europe était estimée à 57 milliards de dollars au début des années 2000. Aux États-Unis, certains craignent, surtout les agriculteurs et les industriels de l’alimentation, que la nouvelle proposition de l’Union européenne mette un frein à la majeure partie de ces échanges. Par exemple, la valeur des exportations de maïs américain dans les pays de l’Union européenne s’élevait à 63 millions de dollars en 1998, mais à seulement 12,5 millions de dollars en 2002. Les États-Unis, le Canada et l’Argentine produisent à elles seules 80 % de toutes les cultures transgéniques commercialisées, donc soumises à la réglementation européenne. Ces pays soutiennent que le processus réglementaire de l’Union européenne est beaucoup trop lent et que les normes européennes sont excessivement sévères compte tenu de l’impressionnante somme d'études scientifiques ayant jugé les cultures sans risques.

## Proposition de réglementation européenne sur les aliments génétiquement modifiés
La nouvelle proposition de réglementation européenne affecterait particulièrement les exportations de maïs et de soja américains du fait qu’un pourcentage élevé de ces cultures sont génétiquement modifiées aux États-Unis (environ 25 % du maïs et 65 % du soja étaient transgéniques en 2002).
Beaucoup de consommateurs européens demandent d'ailleurs que les aliments soient réglementés par un étiquetage identifiant les aliments qui ont été modifiés génétiquement, afin d'avoir le droit de pouvoir choisir en toute connaissance de cause de consommer ou non des OGM, alors que l’industrie agricole américaine, qui milite pour le libre-échange, s’oppose fermement à l’étiquetage, affirmant qu’il donne une connotation négative à l’aliment. 
Certains sondages indiquent que les Américains aussi seraient en faveur de leur étiquetage, mais cette question n’a pas encore pris une importance majeure chez eux. La nouvelle réglementation européenne devrait en principe exiger un étiquetage et une traçabilité strictes de tous les produits agricoles et alimentaires contenant plus de 0,5 % d’OGM. De plus, les directives, comme celle du 2001/18/EC, par exemple, ont été conçues de manière que les autorisations de mise en marché des OGM soient accordées en vertu du principe de précaution.
Selon un sondage réalisé en 2003 par le Pew Research Center, dans tous les pays sondés la majorité de la population estime que les OGM sont « mauvais ». Les résultats les plus faibles ont été enregistrés aux États-Unis et au Canada, où respectivement 55 % et 63 % de la population s’est prononcée contre, alors que les résultats les plus élevés ont été enregistrés en Allemagne et en France, avec 81 % et 89 % d’opinions défavorables. Le sondage révèle aussi que les femmes sont beaucoup plus nombreuses que les hommes à s’opposer aux OGM.
Friedrich-Wilhelm Graefe zu Baringdorf, membre du parti Vert allemand et vice-président du Landwirtschaftsausschuss (comité de l’agriculture) de la Commission européenne, a affirmé le 1er juillet 2003 : « En Amérique, 55 % des consommateurs sont contre les OGM et 9 0% en faveur d’un étiquetage clair ».
En 2002, un vote sur un projet de loi tenu dans l’Oregon a offert aux électeurs de cet État américain l’une des premières occasions au pays de se prononcer directement sur ce problème. Cette loi, qui aurait obligé l’étiquetage des OGM, n’est finalement pas passée, dans une proportion de 7 contre 3.
Pour les responsables du ministère américain de l’agriculture, puisque les États-Unis n’exigent pas l’étiquetage, l’Union européenne ne devrait pas l’exiger non plus. Selon eux, l’étiquetage pourrait laisser sous-entendre que quelque chose ne va pas avec les OGM, ce qui constituerait une entrave au commerce. Les lois américaines actuelles n’obligent pas l’étiquetage ou la traçabilité des cultures génétiquement modifiées, car les législateurs américains ne croient pas que les OGM posent un quelconque risque particulier par rapport aux cultures conventionnelles. Les Européens répliquent en affirmant que les obligations d’étiquetage et de traçabilité ne se limitent pas uniquement aux aliments modifiés génétiquement, mais concernent tous les produits agricoles.
L’industrie agricole américaine se plaint également des coûts engendrés par l’étiquetage.